# Álex Baena
Alejandro "Álex" Baena Rodríguez (Roquetas de Mar, 20 de julho de 2001) é um futebolista espanhol que atua como ponta-esquerda. Atualmente defende o Atlético de Madrid e a Seleção Espanhola de Futebol.

## Carreira
Baena nasceu em Roquetas de Mar, Almería, Andaluzia, e ingressou na equipe juvenil do Villarreal CF em 2011, vindo do CD Roquetas. Ele fez sua estreia sênior com a equipe C em 21 de dezembro de 2018, entrando como substituto no segundo tempo na vitória por 2 a 0 da Tercera División em casa contra o UD Rayo Ibense.
Antes da temporada 2019-20, Baena foi designado para as reservas na Segunda División B e fez sua estreia pelo time em 14 de setembro de 2019, começando em uma vitória por 3 a 0 na UE Llagostera. Em 13 de julho do ano seguinte, ele fez sua estreia no time principal - e na La Liga -, substituindo o também jovem graduado Manu Trigueros em uma derrota em casa por 1 a 2 contra a Real Sociedad.
Baena marcou seu primeiro gol profissional em 5 de novembro de 2020, marcando o terceiro de sua equipe na goleada por 4 a 0 em casa na UEFA Europa League sobre o Maccabi Tel Aviv FC. Sete dias depois, ele renovou seu contrato até 2025.
Em 19 de agosto de 2021, Baena foi emprestado ao Girona FC, da Segunda Divisão, por um ano. Ele retornou ao Submarino Amarelo depois de ser titular na promoção dos catalães e marcou dois gols na vitória por 3 a 0 sobre o Real Valladolid em 13 de agosto de 2022.
Em 26 de agosto de 2022, Baena e seu companheiro de equipe Nicolas Jackson foram totalmente promovidos ao time principal. Na temporada 2023-24, ele se tornou o maior provedor de assistências da La Liga com 14 assistências.

### Atlético de Madrid
Em 2 de julho de 2025, Baena foi anunciado como novo reforço do Atlético de Madrid. O espanhol chega do Villarreal e assina um contrato válido até 30 de junho de 2030. Segundo a imprensa espanhola, os Colchoneros vão pagar 45 milhões de euros (R$ 288 milhões), podendo chegar a 50 milhões de euros (R$ 320 milhões) em caso de cumprimento de metas.

## Carreira Internacional
Baena representou a Espanha nas categorias sub-16, sub-17, sub-18, sub-19 e sub-20, aparecendo no Campeonato Europeu de Sub-17 da UEFA de 2018.
Em agosto de 2023, Baena recebeu sua primeira convocação para a seleção principal da Espanha pelo técnico Luis de la Fuente, para duas partidas de qualificação para a UEFA Euro 2024 contra Geórgia e Chipre. Baena marcou seu primeiro gol pela Espanha em sua estreia contra Chipre em uma vitória por 6-0. Em maio de 2024, ele foi nomeado para o elenco de 26 jogadores para a UEFA Euro 2024.

## Títulos
Villarreal
- Liga Europa da UEFA: 2020–21[17]

Espanha Sub-23
- Medalha de Ouro nas Olimpíadas: 2024[18]

Seleção Espanhola
- UEFA Euro: 2024[19]

### Prêmios individuais
- Melhor Assistente da La Liga: 2023–24[20]
- Equipe da Temporada de La Liga: 2024–25[21]